# 阿卡馬魯島
阿卡馬魯島（Akamaru）是南太平洋法屬波利尼西亞的島嶼，是甘比爾群島的第三大岛，位於芒阿雷瓦岛東南約7公里，由甘比尔市镇管辖，長2.8公里、寬1.6公里，面積2.1平方公里，最高點海拔高度247米，2012年人口数量为22。